# Eldin Kozica
Eldin Kozica, född 8 januari 1985 i Sarajevo, Bosnien & Hercegovina, är en svensk fotbollsspelare som spelar för Älta IF. Han har även spelat för Nacka Juniors FF i Svenska Futsalligan.

## Karriär
Kozica började spela fotboll i Fisksätra IF. 2000 gick han till Djurgårdens IF. I januari 2004 lånades Kozica ut till Superettan-klubben Västerås SK. 2006 lånades han ut till Superettan-klubben Väsby United. I Djurgården blev A-lagsdebuten ett inhopp i en Royal League-match mot Rosenborg den 24 februari 2005. Första matchen med DIF i Svenska Cupen ägde rum den 10 juni 2005 borta mot Enskede IK.
Säsongen 2019 gjorde Kozica 11 mål på 16 matcher för Älta IF i Division 4. Säsongen 2020 spelade han 10 matcher och gjorde två mål för klubben.

## Meriter
- SM-guld för juniorer med Djurgårdens IF (källa)
- SM-guld med Djurgårdens IF 2005

## Säsongsfacit, matcher / mål
- 2007: serie 0 / 0 (med DIF), svenska cupen 0 (0), träning 4 / 0 (med DIF)
- 2006: serie 17 / 0 (med Väsby), svenska cupen ?  (med Väsby United), träning 1 / 0 (med DIF)
- 2005: serie 0 / 0 (med DIF), svenska cupen 1 / 0 (med DIF), träning 7 / 1 (med DIF)
- 2004: serie 22 / 0 (med Västerås källa), svenska cupen 1 / 0 (med Västerås källa), träning 0 / 0 (med DIF)